# ریود (تاجیکستان)
ریود (به لاتین: Revad) یک روستا در تاجیکستان است که در ناحیه عینی واقع شده‌است.